# Santamartamys rufodorsalis
El ratón arbóreo de Santa Marta (Santamartamys rufodorsalis) es una especie de mamífero roedor perteneciente a la familia Echimyidae. Fue descrito originalmente como Isothrix rufodorsalis en 1899 y ubicado dentro del género Diplomys en 1935 quedando como Diplomys rufodorsalis. La subfamilia Echimyinae, dentro de la cual se incluye esta especie, fue revisada en 2005 y como resultado se ubicó en el género monotípico Santamartamys. La especie se describió basándose en dos especímenes hallados en la Sierra Nevada de Santa Marta, Colombia en 1898. Después de 113 años, en 2011, fue fotografiado un ejemplar de la especie en esta formación montañosa colombiana.